# Luistercirkel
Een luistercirkel is een groepsgesprek waarbij de inbreng van alle leden wordt gewaarborgd. Deze vorm van communiceren heeft zich verspreid over verschillende culturen.

## Historie
De luistercirkel of Council Cirkel is een kenmerkend centraal onderdeel van een aantal Indianenstammen in Noord Amerika. Het is niet eenduidig vastgesteld wat de historische functie van de luistercirkel was. Mogelijk had de luistercirkel een ceremoniële functie. Een andere hypothese is dat de luistercirkel de plek was voor politieke discussies zodat men kon komen tot een democratisch besluit.

## Werkwijze
Hoewel er voor een luistercirkel diverse variaties mogelijk zijn, blijft de basis hetzelfde:
- Er wordt gepraat over een vooraf afgesproken onderwerp.
- De gespreksleden zitten in een cirkel. Alle leden zijn gelijk.
- Een praatstok (of een ander symbolisch of willekeurig voorwerp) wordt doorgegeven door de leden van de groep
- Alleen degene met de praatstok mag praten. Anderen luisteren zonder commentaar.
- Het is niet verplicht te spreken, bij het doorgeven van de praatstok mag men de beurt over laten gaan aan de ander.
- De inhoud van het gesprek wordt niet gedeeld buiten de leden van de luistercirkel.